# 33
Glej tudi: število 33
33 (XXXIII) je bilo navadno leto, ki se je po julijanskem koledarju začelo na četrtek.

## Dogodki
- 1. januar

## Smrti
- 21. april (Veliki petek) - Jezus Kristus, osrednja oseba krščanstva - tradicionalni datum (možna leta smrti so med 29 in 33) (* med 6 pr. n. št. in 1 pr. n. št.)